# Cécile Koekkoek
Cécile Koekkoek (Breda, 27 juni 1972) is een Nederlands journaliste, columniste, schrijfster en uitgever.

## Biografie
Na haar opleiding aan het Mencia Mendoza Lyceum in Breda studeerde Koekkoek Nederlandse taal- en letterkunde aan de Universiteit van Amsterdam. In 2000 ging ze aan de slag bij de VARAgids. In 2002 werd ze benoemd tot eindredacteur en van 2010 tot 2019 was ze hoofdredacteur van dit tijdschrift. Van 2012 tot 2015 schreef ze voor de gids elke week een column over sport.
Koekkoek was tevens radiopresentator op Radio 1. Op KX Radio presenteerde zij het programma Vrouwen met Knoppen. Daarnaast was ze columnist bij Voetbal Inside en schreef ze enkele boeken, onder andere over Gerard den Haan, oud-speler van de voetbalclub NAC Breda. Koekkoek was tussen januari 2015 en oktober 2017 lid van de raad van commissarissen van NAC Breda, met als portefeuille media en communicatie. Zij is sinds haar jeugd fan van deze Eredivisie-club.
Sinds 2016 schrijft ze niet meer over sport, maar over media. Van juli 2019 tot april 2020 was Koekkoek eindredacteur van het televisieprogramma De Wereld Draait Door. In 2021 werd ze freelance chef media bij De Volkskrant. 